# Золотарство
Золотарство — художня обробка дорогоцінних (благородних) металів — золота, срібла та ін.
На території України бере свій початок у ремісничому виробництві докиївської доби. У другій половині XVII—XVIII ст. золотарі широко виготовляли сережки, персні, каблучки, оклади для ікон тощо.
Осередками золотарства були здебільшого великі міста — Київ, Чернігів, Харків, Львів, Ніжин, хоча траплялися золотарі й по селах, особливо на Гуцульщині.
Золотарі зазвичай самі вдавалися до лиття благородних металів, використовуючи форми, виготовлені з глини та піску. Після охолодження металу форму розбивали й одержану річ остаточно доводили рашпілями, різцями та іншим спеціальним інструментом. Для плавлення металу використовували хатню піч або маленьке горно, вогонь у якому роздмухували за допомогою мініатюрних міхів. Ремісники вміли зварювати окремі деталі, орнаментувати свої вироби, надаючи їм привабливого вигляду.